# Santa Elena (södra Las Margaritas kommun)
Santa Elena är en ort i Mexiko.   Den ligger i kommunen Las Margaritas och delstaten Chiapas, i den sydöstra delen av landet, 900 km öster om huvudstaden Mexico City. Santa Elena ligger 1 477 meter över havet och antalet invånare är 582.
Terrängen runt Santa Elena är kuperad åt nordost, men åt sydväst är den platt. Runt Santa Elena är det ganska glesbefolkat, med 47 invånare per kvadratkilometer. Närmaste större samhälle är Francisco Sarabia, 19,4 km väster om Santa Elena. I omgivningarna runt Santa Elena växer i huvudsak städsegrön lövskog.